# Лівіу Драгня
Лівіу Драгня (нар. 28 жовтня 1962, Гратія, Телеорман, Румунія) — румунський інженер і колишній політик.

## Біографія
Драгня народився в Гратії, графство Телеорман 28 жовтня 1962 року. Після закінчення середньої школи з поглибленим вивченням математики і фізики в Турну-Магуреле в 1981 році вступив до Політехнічного інституту Бухареста. Закінчив транспортний факультет у 1987 році. Він також навчався у Школі державного управління Міністерства внутрішніх справ Італії (1997), закінчив факультет державного управління Екологічного університету в Бухаресті (2003) та Національному університеті оборони Кароля I (2004).
Драгня та його дружина Бомбоніка мали двох дітей до розлучення у 2015 році.
З травня 2016 року Драгня заручений з Іриною Олександрою Танасе, колишньою секретаркою, яка молодша за нього на 30 років.
Драгня є членом Румунської православної церкви.

## Кар'єра
Починаючи кар'єру в Демократичній партії (ПД), він приєднався до Соціал-демократичної партії (ПСД), врешті-решт став її лідером. Працював на посад міністра, подав у відставку з кабінету міністрів у травні 2015 року після винесення обвинувального вироку у справі про фальсифікації виборів, за що в квітні 2016 року отримав дворічний умовний термін.
У грудні 2016 року, після виборів до законодавчих органів цього року, він став президентом палати депутатів Румунії.
У травні 2019 року його відправили до в'язниці на три з половиною роки, засудивши за організацію виплат двом членам партії, працевлаштованим на фальшивих роботах та оплаченим державним агентством. Одночасно його термін у палаті наблизився до кінця. Політична кар'єра Драгні розпочалася в 1996 році, коли він був обраний міським радником в Турну-Магуреле.
З 1996 по 2000 рік, коли Драгня був членом ПД, він служив префектом округу Телеорман; Потім він перейшов до PSD, який переміг на виборах 2000 року . У 2000 році він став президентом ради округу Телеорман, переобраний у 2004, 2008 та 2012 роках . Після парламентських виборів 2008 року, на яких він допоміг провести кампанію його було призначено координатором міністрів ПСД у кабінеті Бок, якому було доручено підтримувати зв'язки між міністрами та керівництвом партії.

### Юридичні та інші суперечки
Його багатство та ділові стосунки привернули увагу: станом на кінець 2008 року він мав вісім земельних ділянок (у тому числі в Азузі та Наводарі), квартиру, дві резиденції та будинок для відпочинку, готель, корчму та два торгових майданчики в Турну Магуреле.
Національна дирекція з боротьби з корупцією (ДНК) звинуватила його у фальсифікації документів під час спроби отримати доступ до коштів Європейського Союзу (ЄС) на будівництво нового пункту пропуску через кордон з Болгарією. У 2001 році рада приватизувала державну будівельну фірму за дуже низькою ціною. У 2004 році він придбав готель за 800 мільйонів лей (близько 27 000 доларів) і перепродав його за 40 мільярдів лей (близько 1,3 мільйона доларів) фірмі свого водія, перш ніж повернути собі майно. Того ж року його звинуватили в тому, що він витратив державні гроші завдяки тому, що рада спонсорувала баскетбольний клуб.

### Міністр кабінету
У січні 2009 року, після відставки Габріеля Опреа, Драгня був призначений міністром внутрішніх справ. Своїми пріоритетами він оголосив безпеку дітей у школі, безпеку громадян на вулиці, децентралізацію та адміністративну реформу. Через дванадцять днів він подав у відставку, посилаючись на брак ресурсів та коштів для реалізації своїх планів.
На парламентських виборах у грудні 2012 року Драгня отримав місце в окрузі Телеорман, набравши 71,5 % голосів. На початку 2013 року він покинув посаду генерального секретаря партії, незабаром став виконавчим президентом.

### Соціал-демократичне керівництво
У липні 2015 року, після відставки Понти з посади президента PSD, Драгня балотувався замінити його тимчасово і переміг Ровану Плумб з перевагою 65-18. У жовтні він був єдиним кандидатом, який балотувався в лідери партії у виборах, відкритих для всіх членів партії; За нього проголосували 97 %.
На парламентських виборах у грудні 2016 року Драгня залишив своє місце в Палаті, одночасно ведучи PSD до перемоги. Згодом його обрали головою палати.

### Засудження за фальсифікацію виборів
У травні 2015 року він був засуджений за організацію фальсифікацій на виборах під час референдуму про імпічмент у 2012 році та отримав умовно-річний термін на рік. В результаті він подав у відставку з посади міністра регіонального розвитку.
У квітні 2016 року Вищий касаційний суд виніс остаточний вердикт у справі про фальсифікацію виборів, подвоївши первинний вирок Драгнеї на два роки.

### Справа про шахрайство ЄС та розслідування у Бразилії
У листопаді 2017 року ДНК відкрила третю справу проти Драгні на основі інформації, складеної Європейським бюро по боротьбі з шахрайством. Він входив до складу злочинної змови, утвореної в 2001 році, яка передбачала шахрайське перенаправлення коштів ЄС на суму 20 млн євро.

### Засудження за підбурювання до зловживання службовим становищем
У грудні 2016 року його та його колишню дружину звинуватили у зловживанні державними посадами та підробці документів, які нібито були скоєні за часів його роботи на посаді президента округу Телеорман.
Драгня був засуджений 21 червня 2018 року Високим касаційним судом за підбурювання до зловживання службовим становищем на посаді голови ради округу Телеорман. Він отримав покарання у в'язниці на 3 роки 6 місяців. 27 травня 2019 року вирок був підтриманий в апеляційному порядку Вищим касаційним судом і Драгня того ж дня потрапив до в'язниці Рахова.